# Myrmica lobifrons
Myrmica lobifrons är en myrart som beskrevs av Theodore Pergande 1900. Myrmica lobifrons ingår i släktet rödmyror, och familjen myror. Inga underarter finns listade i Catalogue of Life.

## Bildgalleri

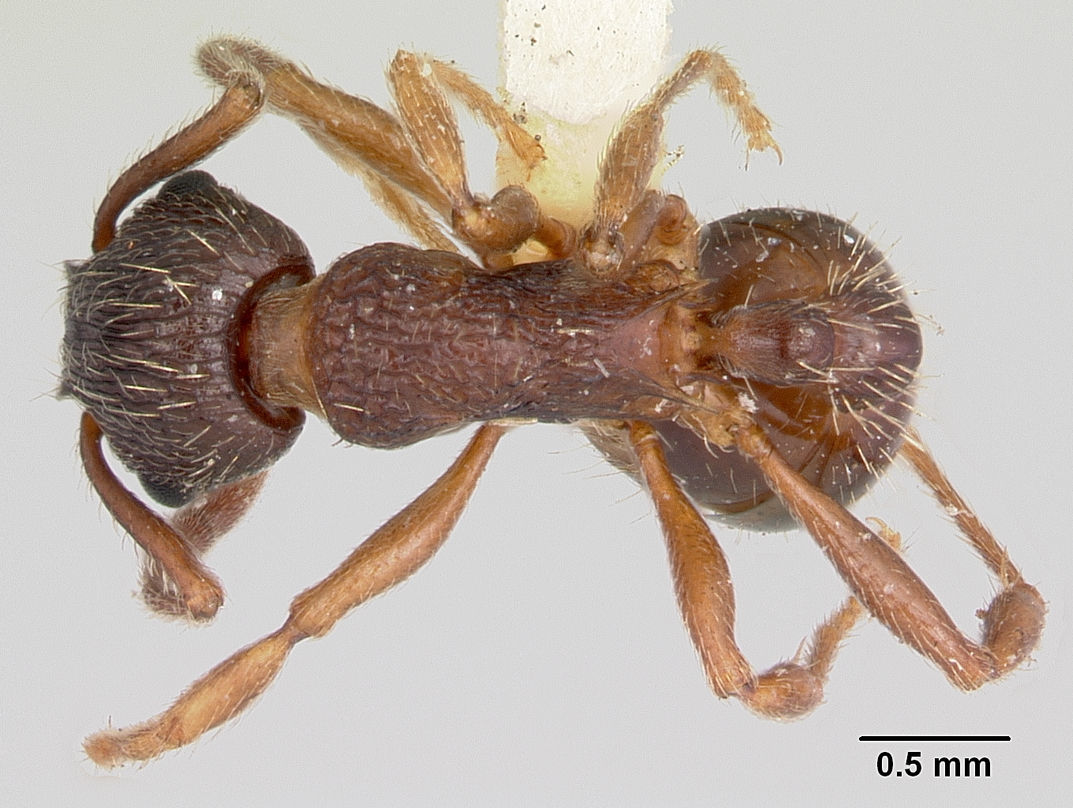
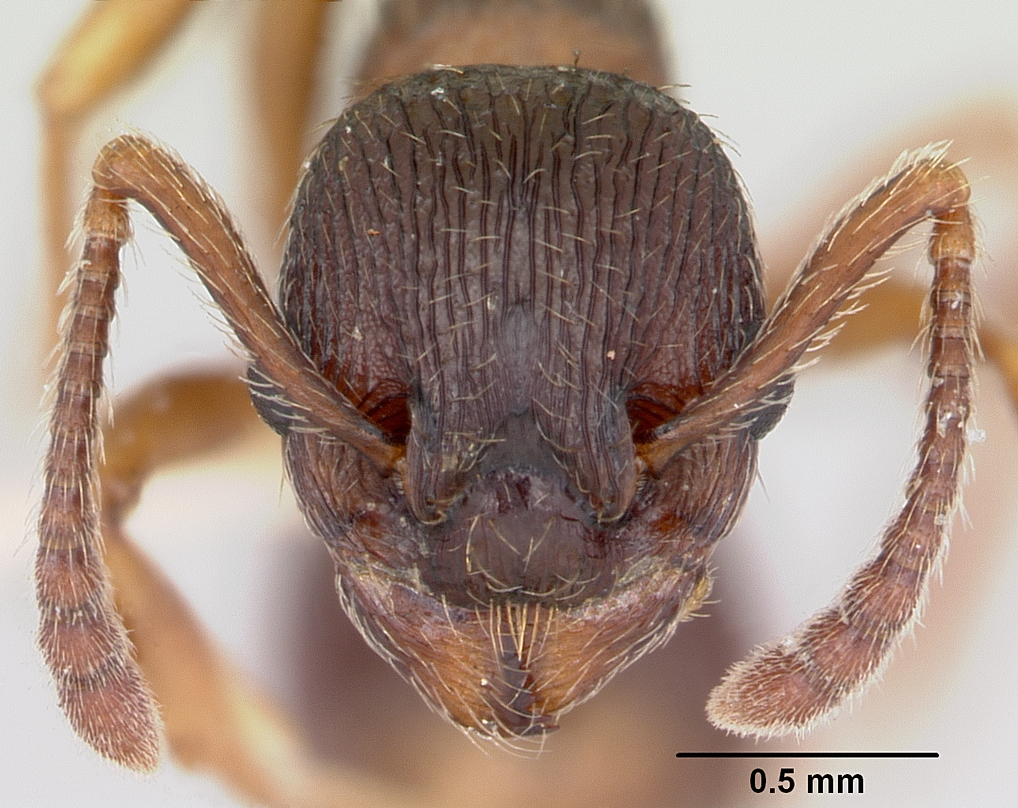
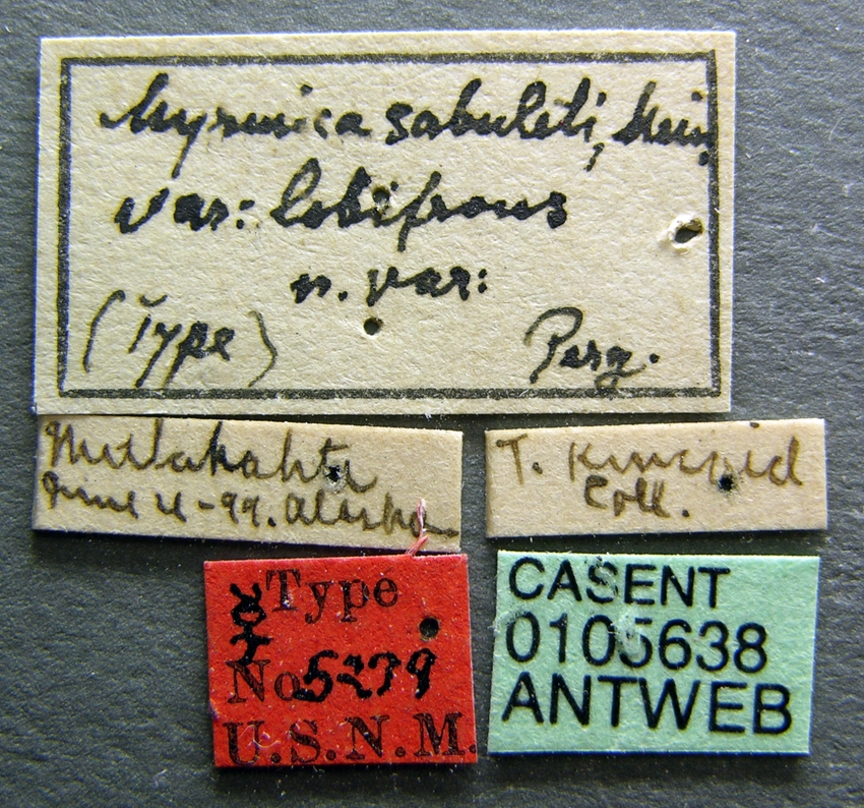
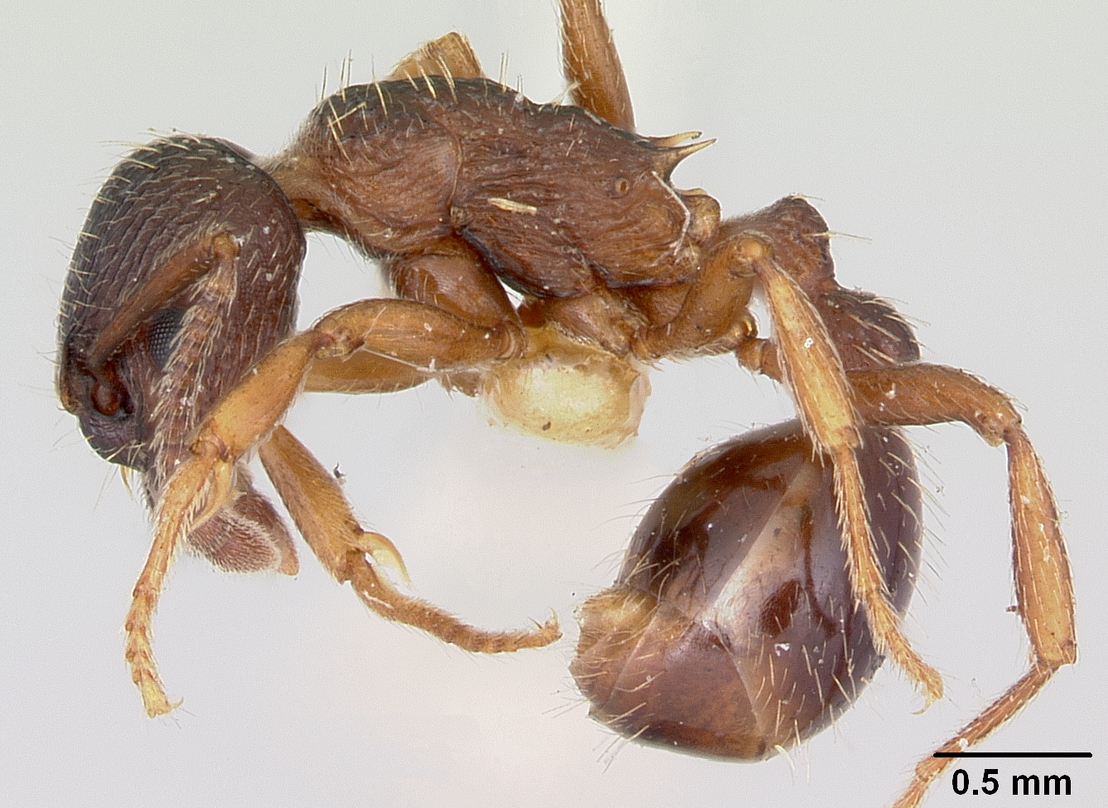